# Комарове (Ратнівська селищна громада)
Кома́рове — село в Україні, у Ратнівській селищній громаді Ковельському районі Волинської області. Населення становить 488 осіб.

## Географія
Село розташоване на лівому березі річки Прип'ять.

## Історія
У 1906 році село Гірниківської волості Ковельського повіту Волинської губернії. Відстань від повітового міста 54 верст, від волості 8. Дворів 58, мешканців 522.
12 червня 2020 року, відповідно до розпорядження Кабінету Міністрів України № 708-р «Про визначення адміністративних центрів та затвердження територій територіальних громад Волинської області», увійшло до складу Ратнівської селищної територіальної громади.
19 липня 2020 року, в результаті адміністративно-територіальної реформи та ліквідації Ратнівського району, село увійшло до новоутвореного Ковельського району.

## Населення
Згідно з переписом УРСР 1989 року чисельність наявного населення села становила 442 особи, з яких 213 чоловіків та 229 жінок.
За переписом населення України 2001 року в селі мешкало 488 осіб.

### Мова
Розподіл населення за рідною мовою за даними перепису 2001 року:
| Мова       | Відсоток |
| ---------- | -------- |
| українська | 99,80 %  |
| білоруська | 0,20 %   |

## Уродженці
- Заліпа Микола Іванович (1995—2024) — український військовослужбовець, бойовий медик, 8-й полк ССО. Загинув внаслідок артилерійського обстрілу на Харківщині [7].
- Заліпа Павло Іванович (2001—2023) — український військовослужбовець, 3-й батальйон 47 ОМБр. Загинув під час штурму позицій росіян в районі Авдіївського коксохімічного заводу [8]